# Jiang Zemin

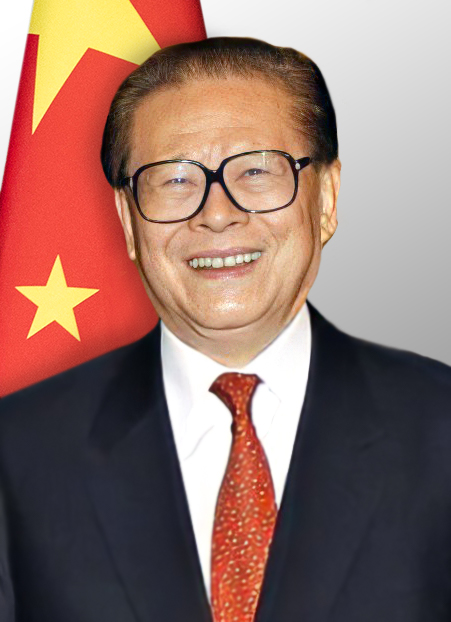
Jiang Zemin 2002 in Peking

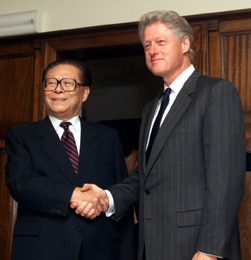
Jiang Zemin mit Bill Clinton, 1999

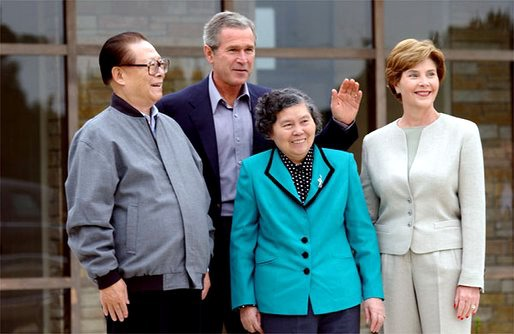
Jiang Zemin mit seiner Ehefrau Wang Yeping und George W. Bush mit seiner Ehefrau Laura Bush in Crawford, Texas, 2002.

Jiang Zemin (chinesisch 江澤民 / 江泽民, Pinyin Jiāng Zémín, W.-G. Chiang Tsê-min; * 17. August 1926 in Yangzhou, Jiangsu; † 30. November 2022 in Shanghai) war ein chinesischer Politiker. Jiang war Generalsekretär des Zentralkomitees (ZK) der Kommunistischen Partei Chinas (KPCh) (1989–2002), Staatspräsident der Volksrepublik China (27. März 1993–15. März 2003) und Vorsitzender der Zentralen Militärkommission der Volksbefreiungsarmee (VBA) (1990–2004). Als Inhaber dieser drei Ämter folgte er Deng Xiaoping in der Rolle des „Überragenden Führers“ der Volksrepublik China (1989–2002).
Ab 2002 gab er seine Ämter und somit diese Rolle schrittweise an Hu Jintao ab. Seine Idee des „Dreifachen Vertretens“ wurde auf dem XVI. Parteitag der KPCh zur Staatsdoktrin erhoben.

## Werdegang
Jiang Zemin wurde am 17. August 1926 in Yangzhou als Sohn der Bäuerin Wang Zhelan und des Schriftstellers und Elektrikers Jiang Shijun (1895–1973) geboren. Er hatte vier Geschwister, wurde dann aber, einer chinesischen Tradition gemäß, von der Witwe seines Onkels nach dessen Tod im antijapanischen Krieg als neuer männlicher Familienvorstand adoptiert. Diesem Familienhintergrund als „Sohn eines Märtyrers“ wird oft eine große Bedeutung für seine spätere Politikerkarriere beigemessen.
Jiang ging bis 1943 in Yangzhou zur Schule und besuchte dann die Zentrale Universität in Nanjing. 1945 wechselte er für sein Ingenieursstudium auf die Jiaotong-Universität Shanghai. Ein Jahr später wurde er Mitglied der KPCh, ohne jedoch sofort eine politische Karriere anzustreben oder besonderen politischen Eifer zu zeigen. 1949 heiratete Jiang Zemin seine Schulfreundin Wang Yeping, von der er in den kommenden Jahrzehnten jedoch über längere Abschnitte hinweg räumlich getrennt lebte.
In den 1950er Jahren arbeitete Jiang Zemin in der Changchun-Autofabrik, zu deren Vizedirektor er nach einem längeren Praktikum in der Moskauer Stalin-Automobilfabrik im Jahr 1956 ernannt wurde. Auch in den Wirren der Kulturrevolution bezog er politisch keine besondere Stellung, er war weder fanatischer Befürworter, noch sprach er sich gegen die Parteilinie aus. Gegen Ende der 1960er Jahre konnten ihn wohl nur seine Verdienste als Vorantreiber der Industrialisierung des Landes und sein dennoch persönlich bescheidener Lebensstil vor der Verfolgung durch die Roten Garden bewahren. Den Stillstand seiner Karriere hingegen konnte er erst mit dem Besuch der Kaderschule des Ersten Ministeriums für Maschinenbau in den 1970er Jahren durchbrechen. Hier stieg er recht schnell ins außenpolitische Büro auf und wurde Verantwortlicher für die Reformen einer rumänischen Maschinenfabrik. Nach dem Erfolg dieser Reformen kehrte er nach China zurück und wurde 1974 Vizedirektor und zwei Jahre später Direktor des Büros für auswärtige Angelegenheiten seines Ministeriums.
Der Beginn der wirtschaftlichen Reformen unter Wang Daohan und Deng Xiaoping begeisterte Jiang Zemin und gab seiner Karriere einen neuen, nun auch politisch motivierten Schwung. Aufgrund seiner erfolgreichen Fürsprache für die Errichtung von ökonomischen Freihandelszonen in China stiegen seine Bekanntheit und sein Ansehen. Als Wang Daohan 1985 das Amt des Bürgermeisters von Schanghai niederlegte, wurde Jiang Zemin sein Nachfolger. In diesem Amt schaffte es Jiang Zemin, mit einer konservativen, gemäßigten Politik, es meist allen Beteiligten recht zu machen. So unterließ er es bei Studentenprotesten im Jahr 1986, größere Strafmaßnahmen gegen die Protestler einzuleiten, um so den Fokus der Presse von den Protesten zu nehmen. Seine Strategie glückte, aber von nun an nahm er sich selbst des Einflusses der Presse an, den er als sehr hoch einschätzte. So wurde während seiner Amtszeit als Bürgermeister die Schanghaier Zeitungslandschaft soweit reorganisiert und damit eingeschüchtert, dass kaum noch negativ oder auch nur kritisch über die Regierung berichtet wurde.
1987 wurde Jiang Zemin in das Politbüro des ZK der KPCh aufgenommen und wurde zugleich Parteichef in Schanghai. Gemeinsam mit Zhu Rongji, seinem strengeren und wirtschaftlicher orientierten Nachfolger im Amt des Bürgermeisters von Schanghai, profitierte er von den nun greifenden Reformen, die ausländische Investitionen nach China und insbesondere nach Schanghai lockten.
Beim Aufkommen der Studentenunruhen Anfang 1989 entschied sich Jiang Zemin zwar gegen den Einsatz von Gewalt in Schanghai – laut Historikern wohl nicht zuletzt aus Sorge um die Beurteilung aus dem Ausland und der Geschichtsbücher –, befürwortete aber öffentlich die Einführung des Kriegsrechts am 20. Mai 1989.
Nach dem Sturz Zhao Ziyangs wurde Jiang Zemin durch Deng Xiaoping und dank seiner vielfältigen Beziehungen in Parteikreisen zum Generalsekretär des ZK der Partei. Sein Beitrag zur Niederschlagung der Studentenunruhen war, Wan Li – den Vorsitzenden des Nationalen Volkskongresses (NVK) – zu überzeugen, sich gegen eine Petition zu wenden, welche sich gegen die Ausrufung des Kriegsrechts richtete. Jiang Zemin unterstützte Zhu Rongji in der gewaltlosen Kontrolle der Unruhen in Schanghai.
Jiang Zemin brachte in den folgenden Jahren den Reformprozess und die Versöhnung mit den Studenten in Gang, zugleich beschränkte er die Presselandschaft weitreichend. Des Weiteren begründete er eine strenge Antikorruptionskampagne, die die Glaubwürdigkeit des chinesischen Regimes erhöhen sollte.
Im Januar 1990 wurde das Kriegsrecht aufgehoben. In den folgenden Jahren gelang es Jiang Zemin, sowohl die ökonomischen Reformen voranzutreiben als auch seinen eigenen Einfluss zu vergrößern und zu festigen. So stellte er 1992 nach einigem politischen Gerangel die Volksbefreiungsarmee um, indem hunderte Offiziere und Kommandanten pensioniert oder versetzt wurden. Auf diese Art gewann er neben der Kontrolle über die Armee auch die Macht über beinah alle wichtigen politischen Organe. Lediglich die Außenpolitik wurde von seinem ehemals großen Rivalen, Ministerpräsident Li Peng kontrolliert. Nach der Festlegung, Ministerpräsidentenamt und Präsidialtätigkeit nicht in eine Hand zu geben, blieb es bei Jiang Zemin als Präsidenten und Li Peng als Premierminister.
In den Jahren ab 1994 sprechen Beobachter immer mehr von einer Diktatur Jiang Zemins. Innenpolitisch setzte dieser nun neben der wirtschaftlichen auch eine ideologische und politische Reform in Gang. So förderte er nicht nur Staatsbetriebe und Investitionen, sondern versuchte mit vielen Mitteln, die „traditionellen chinesischen Werte“ aufzuwerten und schränkte die Pressefreiheit weiter ein.
Infolge der Ermordung eines Vizevorsitzenden des Nationalen Volkskomitees durch die Bewaffnete Volkspolizei (PAP), die eigentlich den Ausgleich zur VBA bilden sollte, rief Jiang Zemin eine große Kampagne gegen das Verbrechen ins Leben, in deren Verlauf innerhalb eines Jahres über 350.000 Menschen verhaftet und über 4.000 Menschen hingerichtet wurden. 1999 wurde Falun Gong auf seinen Befehl verboten.
1998 wurde Jiang mit 98 Prozent der Stimmen des Nationalparlaments als Staatspräsident und Vorsitzender der Militärkommission bestätigt. 2002 trat er von seinem Amt als Generalsekretär des ZK der KPCh und 2003 als Präsident der VRCh zurück, um einer neuen Generation Platz zu machen, namentlich seinem Nachfolger Hu Jintao. Im September 2004 legte Jiang Zemin auch seine militärischen Posten nieder. Seinen letzten offiziellen Posten als Vorsitzender der Zentralen Militärkommission gab er im März 2005 auf.
Ein überraschendes Comeback inszenierte Jiang Zemin auf dem 18. Parteitag der KPCh im Dezember 2012. Er saß auf dem Podium an der Seite des regulär ausscheidenden Parteichefs Hu Jintao. Von der deutschen Öffentlichkeit weitgehend unbeachtet, analysierte das renommierte britische Nachrichtenmagazin The Economist, dass Jiang mehr Gefolgsleute im mächtigen Ständigen Komitee des Politbüros platzieren konnte als Hu.
Diese Einschätzung wird durch die Tatsache bekräftigt, dass der neue Parteichef Xi Jinping gleichzeitig vom Zentralkomitee, also noch vor Übergabe der Amtsgeschäfte als Staatspräsident von Hu Jintao im März 2013, zum Chef der Militärkommission des ZK der KPCh und damit zum informellen Oberbefehlshaber der Streitkräfte gewählt wurde. In der Vergangenheit hatten ehemalige Staatschefs dieses Amt noch mehrere Jahre nach ihrer Ablösung von der Parteispitze bekleidet.
Nach der Explosionskatastrophe von Tianjin im August 2015 ließ Xi Jinping untersuchen, ob es eine Verbindung zu Jiang gäbe, da er ein politisches Motiv hinter der Explosion vermutete. Xi soll sich besonders auf Beziehungen zu den Generälen Xu Caihou und Guo Boxiong konzentriert haben, die 2014 wegen Korruption ihrer Ämter enthoben worden waren und Gerichtsverfahren ausgesetzt waren. Es soll einen mit diesem Schritt unzufriedenen Kreis von hohen Offizieren geben. Die betreffenden Militärkreise sollen auch eine Beziehung zu Jiang Zemin unterhalten, da Jiang ein Mentor der beiden Generäle war. Die Explosion, so war dabei Xis These, wäre wegen ihrer Größe in Zusammenhang mit Munition der chinesischen Armee zu sehen, die am Unglücksort mit oder ohne Wissen der betreffenden Logistikfirma gelagert worden wäre. Es sollte sich bei der Explosion dann um eine Machtdemonstration unzufriedener Offiziere gehandelt haben. Die Untersuchungen konnten den Verdacht aber in keiner Weise bestätigen. Sie verhinderten aber, dass sich hochrangige Politiker unmittelbar nach dem Unglück am Ort der Katastrophe zeigten und entsprechend Führungsstärke demonstrierten.
Chinesische Medien übten in der vorhergehenden Zeit „deutlich Kritik“ an ungenannten Parteifunktionären im Ruhestand, die sich gegen die Veränderungen, die Xi Jinping unternahm, „mit unvorstellbarer Kraft wehrten“. Dies sollte auf Jiang Zemin und die mit ihm verbundene sogenannte Schanghai-Fraktion der Partei zielen, wobei auch die Fraktionsbildung innerhalb der Partei kritisiert wurde. Gleichzeitig wurden Fotos und Kalligrafie von Jiang Zemin aus öffentlichen Einrichtungen, wie der zentralen Parteischule, entfernt.
Offiziell mit Verweis auf sein hohes Alter trat Jiang nur noch selten öffentlich in Erscheinung, sodass 2017 bereits Gerüchte kursierten, er sei verstorben. Jedoch erschien er im Oktober desselben Jahres überraschend am 19. Parteitag der KPCh, im Zuge dessen die Ideen Xi Jinpings, ähnlich wie 15 Jahre zuvor Jiangs „Dreifaches Vertreten“, in der Verfassung verankert wurden. 2019 trat er außerdem beim Begräbnis Li Pengs sowie während der Feierlichkeiten zum 70. Jahrestag der Gründung der Volksrepublik China öffentlich auf. Jiang Zemin starb am 30. November 2022 im Alter von 96 Jahren in Shanghai.

## Wirtschaftliche Reformen
Auf dem 14. Parteitag 1992 proklamierte Jiang Zemin seine Reform der sozialistischen Marktwirtschaft. Das Deng’sche Wirtschaftsmodell schien nicht mehr zu funktionieren, da die staatseigenen Unternehmen erhebliche Verluste erwirtschafteten. Dies geschah, weil die Firmenstrategien keiner Gewinnmaximierung folgten, sondern nur nach Größenzuwachs strebten. Die staatlichen Unternehmer zielten einzig und allein darauf ab, möglichst viel zu verkaufen und ihre Betriebe zu vergrößern. Dies führte dazu, dass von einer Sorte mehr Güter produziert wurden, als die Menschen benötigten, und andere Waren gar nicht produziert wurden. Erschwerend kam hinzu, dass es keine staatliche Kontrolle über die Firmenleitung gab. So kam es zu einer hohen Verschuldung der staatlichen Unternehmen.
Jiang Zemin wollte mit seiner sozialistischen Marktwirtschaft das Problem der Überproduktion und Verschuldung lösen. Seine neue Reform war kapitalistischer Natur. Jedoch gab es immer noch kaum private Betriebe und der Schwerpunkt lag weiterhin auf den staatlichen Unternehmen. Viele der staatlichen Firmen wurden von der Regierung als gewinnbringende Maßnahme in Aktiengesellschaften umgewandelt. Es wurde ein Teil der Aktien verkauft, ohne jedoch eine vollständige Privatisierung durchzuführen. Mehrheitsaktionär, und damit Eigentümer, blieb der Staat.
Auch bei den Banken führte Jiang Zemin Veränderungen ein. Zuvor wurden den staatlichen, verschuldeten Firmen immer weiter neue Kredite gewährt. Dies führte dazu, dass ca. 25 % der Kredite nicht zurückgezahlt werden konnten. Von nun an sollten die Banken mehr Verantwortung über die Kreditvergabe tragen und nur noch Darlehen an Betriebe vergeben, die auch in der Lage waren, diese zurückzuzahlen.
Zwischen 1994 und 1996 fuhr jedoch die Hälfte aller staatseigenen Unternehmen immer noch Verluste ein. Jiang Zemin wollte daher weitere Reformen erlassen, doch dagegen gab es innerparteilichen Widerstand. Erst die Asienkrise ab 1997 schaffte die Möglichkeit, sich gegen die Reformgegner durchzusetzen. Jiang Zemin nutzte effektiv die Sorge um die Auswirkungen der Asienkrise und stellte auf dem 15. Parteitag 1997 die Erweiterung der sozialistischen Marktwirtschaft vor. In dieser legte er den Schwerpunkt auf eine Privatisierung und rechtfertigte dies sogar mit Marx’ Thesen.
Bis zu diesem Zeitpunkt waren 305.000 Firmen in staatlicher Hand. Die meisten waren in den Bereichen der Schwerindustrie und Telekommunikation tätig. Von diesen 305.000 Firmen sollten nur noch 1000 Großunternehmen im staatlichen Besitz bleiben. Mittlere und kleinere Betriebe wurden entweder an private Akteure verkauft oder sie wurden aufgelöst.

## Gedichte
Jiang Zemin beschäftigte sich wie Mao Zedong mit Lyrik.

## Veröffentlichungen
- Bericht auf dem XV. Parteitag der Kommunistischen Partei Chinas. In: Beijing Rundschau, Ausgabe 40/1997.
- „Harmonie ist das oberste Gebot.“ Chinas Staatspräsident Jiang Zemin über die soziale Krise und den Zwang zu weiteren Wirtschaftsreformen, über die Verfolgung von Dissidenten und Gläubigen sowie die Mitarbeit seines Landes in der Anti-Terror-Koalition. (in: Der Spiegel, Ausgabe 15/2002, S. 158–161)
- Selected Works of Jiang Zemin. [„Ausgewählte Werke Jiang Zemins (englische Ausgabe)“] (2 Bände) Foreign Languages Press, Beijing 2009/2010, ISBN 978-7-119-06024-8/ISBN 978-7-119-06025-5